# Георгій Дука
Георгій Дука (рум. Gheorghe Duca; нар. 29 лютого 1952, с. Копечень, Синжерейський район, Республіка Молдова.) — академік, президент Академії наук Республіки Молдова,

## Освіта
- 1969—1974 Державний університет Молдови, хімічний факультет
- 1996—1979 Навчання в аспірантурі, Державний університет Молдови, кафедра Фізичної хімії.
- 1985—1986 Наукове стажування, інститут Хімічної фізики, Академія наук Росії.
- 1989—1990 Наукове стажування і викладання в області екологічних технологій в університеті «La Sapienza», Рим, Італія.
- 1993 Навчальний курс «Екологічний менеджмент» у EERO, Голландія.
- 1996 Навчальний курс «Оцінка впливу на навколишнє середовище» у Центральному Європейському університеті, Будапешт, Угорщина.
- 2000 Навчальний курс «Екологічна освіта» в університеті Ріверсайда, Каліфорнія, США.
- 2000 Навчальний курс з менеджменту програм, Американський фонд Підтримки наукових досліджень CRDF та Національний науковий фонд, Західна Вірджинія, США.
- 2001 Навчальний курс з аналізу води і відходів, Американське хімічне товариство, Новий Орлеан, Луїзіана, США.

## Вчені ступені і звання
- 1979 Доктор наук, спеціальність «фізична хімія», Державний університет Молдови.
- 1989 Доктор-хабілітат, спеціальності «захист навколишнього середовища» та «кінетика і каталіз», Одеський університет, Україна.
- 1990 Професор, Державний університет Молдови.
- 1992 Член-кореспондент, Академія наук Молдови.
- 2000 Академік, Академія наук Молдови.

## Нагороди
- Орден Заслуг перед Республікою Польща (2004)
- Орден «Трудова слава» (Молдова) (2007)[2]

## Почесні звання
- 1983 лауреат Державної премії Молдови для молоді в галузі науки і техніки.
- 1996 почесне звання «Людина науки».
- 1997 член Американського хімічного товариства, Відділення охорони навколишнього середовища.
- 1999 член Центральної Європейської Академії наук і мистецтв.
- 1999 член Міжнародної Академії інформатики.
- 1999 член Педагогічної Академії наук Росії.
- 2000 Doctor Honoris Causa, університет ім. Г.Асакі, Ясси, Румунія.
- 2000 лауреат Державної премії Республіки Молдова в галузі науки, техніки і виробництва.
- 2003 Медаль за винаходи (Бельгія).
- 2004 «Командорський Хрест Почесного ордена» від Уряду Польщі.
- 2005 «Вчений року» — премія Академії наук Молдови та Економ-Банку.
- 2005 Золота медаль за видатні успіхи і прогрес в науці. Брюссель, Бельгія.

## Управлінський досвід
- 1988—1992 Завідувач кафедрою фізичної хімії, Державний університет Молдови.
- 1991—1998 Директор Дослідницького центру Екологічної та прикладної хімії, Державний університет Молдови.
- 1992—1998 завідувач кафедрою Екологічної хімії, Державний університет Молдови
- 1992—1995 декан Екологічного факультету, Міжнародний університет Молдови.
- 1992 — по теперішній час — голова Республіканського Комітету з присудження премій молодим ученим в галузі науки і техніки.
- 1994 — по теперішній час — голова Спеціалізованої Вченої ради з присудження наукових ступенів.
- 1998—2001 голова Комісії з культури, науки, освіти і засобів масової інформації Республіки Молдова.
- 2000 — по теперішній час — почесний президент Асоціації підтримки наукових досліджень Молдови (MRDA).
- 2001—2004 міністр Екології, будівництва і розвитку територій Республіки Молдова.
- 2004-по теперішній час Президент Академії наук Молдови.

## Наукові публікації
Автор більш ніж 36 монографій і підручників, 82 патентів, 350 наукових статей у галузі фізичної хімії, екологічної хімії і хімічної технології.

## Додаткова інформація
- 1998 — по теперішній час — експерт програми INTAS.
- 1999 — по теперішній час — директор спільного проекту «Програма партнерства в області екологічної освіти» університетів Ріверсайд, Каліфорнія і Державного університету Молдови.
- 2001—2005 — співголова Молдо-Польської змішаної міждержавної Комісії по комерційному, економічному, науковому і технічному співробітництву.
- 2001—2004 — член адміністративного Ради Регіонального Екологічного Центру (REC-Moldova).
- 2002—2004 — головний редактор журналу «Mediul Ambiant» («Навколишнє середовище»).
- 2003—2005 — координатор з боку Молдови Програми Світового Банку в галузі водопостачання та каналізації.
- 2003—2004 — співголова Дунайської Конвенції.
- 2003—2005 — головний відповідальний з боку Молдови в області політики у програмах Global Environment Facility (GEF).
- 2005 — по теперішній час — голова Адміністративної Ради Концесійної угоди Redeco в Молдові.
- 2005 — по теперішній час — голова Адміністративної Ради Національного Наукового фонду Молдови.

Одружений, має троє дітей. Володіє вільно російською, італійському, англійською та французькою мовами.